# Los Angeles Rams 1956
La stagione 1956 dei Los Angeles Rams è stata la 19ª della franchigia nella National Football League e la 11ª a Los Angeles Dopo avere raggiunto la finale di campionato l'anno precedente, i Rams scesero a un record di 4-8, al quinto posto della conference. Prima dell'inizio della stagione la squadra scambiò l'Hall of Famer Andy Robustelli con i New York Giants per una scelta del primo giro del Draft.

## Calendario
| Stagione regolare |                        |           |
| Turno             | Avversario             | Risultato |
| 1                 | Philadelphia Eagles    | V 27–7    |
| 2                 | at San Francisco 49ers | S 33–30   |
| 3                 | at Detroit Lions       | S 24–21   |
| 4                 | at Green Bay Packers   | S 42–17   |
| 5                 | Detroit Lions          | S 16–7    |
| 6                 | Chicago Bears          | S35–24    |
| 7                 | San Francisco 49ers    | V 30–6    |
| 8                 | at Chicago Bears       | S 30–21   |
| 9                 | at Baltimore Colts     | S 56–21   |
| 10                | at Pittsburgh Steelers | S 30–13   |
| 11                | Baltimore Colts        | V 31–7    |
| 12                | Green Bay Packers      | V 49–21   |

## Classifiche
| NFL Western Conference |   |   |   |      |      |     |     |     |
|                        | V | S | P | %    | CONF | PF  | PS  | STR |
| Chicago Bears          | 9 | 2 | 1 | .818 | 8–2  | 363 | 246 | V2  |
| Detroit Lions          | 9 | 3 | 0 | .750 | 8–2  | 300 | 188 | S1  |
| San Francisco 49ers    | 5 | 6 | 1 | .455 | 5–5  | 233 | 284 | V3  |
| Baltimore Colts        | 5 | 7 | 0 | .417 | 3–7  | 270 | 322 | V1  |
| Los Angeles Rams       | 4 | 8 | 0 | .333 | 3–7  | 291 | 307 | V2  |
| Green Bay Packers      | 4 | 8 | 0 | .333 | 3–7  | 264 | 342 | S2  |

Nota: I pareggi non venivano conteggiati ai fini della classifica fino al 1972.